# Hansjörg Lingg
Hansjörg Lingg (* 1. November 1971 in Chur) ist ein ehemaliger liechtensteinischer Fussballspieler.

## Karriere

### Vereine
In seiner Jugend spielte Lingg für den FC Schaan, bei dem er dann in den Herrenbereich befördert wurde. Später schloss er sich auf Leihbasis dem Hauptstadtklub FC Vaduz an. 
Nach seiner Rückkehr zum FC Schaan folgte eine Leihe zum Schweizer Klub Young Boys Bern. Nach Leihende spielte er bis zu seinem Karriereende 2005 für den FC Schaan.

### Nationalmannschaft
Er gab sein Länderspieldebüt für die liechtensteinische Fussballnationalmannschaft am 12. März 1991 beim 0:6 gegen die Schweiz im Rahmen eines Freundschaftsspiels, als er in der 76. Minute für Franco Rotunno eingewechselt wurde.